# Cyrus le Grand
Sauf précision contraire, les dates de cet article sont sous-entendues « avant l'ère commune », c'est-à-dire « avant Jésus-Christ ».
Cyrus II (vieux perse : Kūruš), dit Cyrus le Grand, est le fondateur de l'Empire perse, de la dynastie des Achéménides, régnant d'environ 559 à 530 av. J.-C. Son règne a été marqué par des conquêtes d'une ampleur sans précédent : après avoir soumis les Mèdes, il a placé sous sa domination le royaume de Lydie et les cités grecques d'Ionie, puis l'Empire néo-babylonien (comprenant alors la Mésopotamie, la Syrie, les cités phéniciennes et la Judée). Il trouva la mort au cours d'une campagne militaire contre les Massagètes. Son règne marque un tournant dans l'histoire du monde antique, puisqu'il signe la fin de l'ère des grands royaumes mésopotamiens et une nouvelle étape dans la construction d'empires multinationaux, son empire lui survivant deux siècles.
Cyrus est rapidement devenu une figure majeure dans le monde antique. Les Grecs le connaissent comme un grand conquérant et un modèle de roi sage, magnanime envers les vaincus. La Bible hébraïque l'a également érigé en modèle, lui attribuant la décision de laisser les Juifs retourner en Judée pour reconstruire le temple de Jérusalem. De ce fait, son souvenir s'est préservé par ces deux canaux dans la tradition européenne. En Iran, il est considéré comme une figure fondatrice de premier ordre dans l'histoire nationale.

## Origines
Le contexte politique et culturel dans lequel naît Cyrus reste mal connu. Le sud-ouest iranien est en plein bouleversement à la fin du VIIe siècle av. J.-C. et au début du VIe siècle av. J.-C. Selon ce que rapporte le cylindre de Cyrus, il descend de la lignée des rois d'Anshan (ou Anzan), mot qui désigne un pays et une ville situés dans le Fars (l'actuel site de Tell e-Malyan) à une cinquantaine de kilomètres au nord-ouest de Persépolis. Selon Hérodote, Cyrus est né dans une famille du clan Achéménide, lui-même partie de la tribu perse des Pasargades, dont il serait la lignée la plus éminente. L'archéologie indique que les élites du Fars de cette période sont dans un milieu culturel mixte, mêlant des éléments Iraniens, arrivés dans la région quelques siècles plus tôt, aux populations locales ayant un ancrage très ancien dans la région, les Élamites, et c'est de ce mélange que seraient nés les Perses amenés à constituer l'empire achéménide. La place de l'élément élamite dans les origines de l'empire a donc été réévaluée par la recherche récente. Anshan est d'ailleurs une ancienne capitale élamite, prospère au IIe millénaire av. J.-C. Les trouvailles archéologiques et artistiques, ainsi que des tablettes datées approximativement de cette période provenant de Suse, située plus loin vers l'ouest, confirment que le paysage culturel de la région à cette période est « élamo-perse », tout en étant marqué par l'influence de la Mésopotamie voisine, les Assyriens ayant conduit plusieurs expéditions à Suse et en pays élamite, et les Babyloniens ayant été à plusieurs reprises alliés de rois élamites contre ces mêmes Assyriens. La puissance de l'Élam ayant périclité sous les coups assyriens, le sud-ouest iranien s'est divisé en plusieurs royaumes, dirigés par des sortes de « seigneurs de la guerre » selon D. Potts, aux noms élamites ou iraniens, mentionnés par des sources éparses qui rendent difficile leur datation exacte. Des tombes au riche matériel funéraire indiquent que l'élite locale est prospère et dispose d'objets témoignant de relations avec des régions extérieures. Concernant les ancêtres de Cyrus qui s'inscrivent manifestement dans ce contexte, les sources sont maigres. Dans son Cylindre, Cyrus mentionne ses aïeux Teispès (ou Seispès), Cyrus Ier et Cambyse Ier. Cyrus Ier est connu par un sceau encore employé durant l'époque de Darius Ier, dont l'inscription l'identifie comme « roi d'Anzan » et « fils de Seispès », et dont le style artistique est « élamo-perse » selon les mots de P. Amiet. En revanche aucune trace de construction de cette période n'a été identifiée sur le site d'Anshan. De ce fait certains se sont montrés sceptiques sur la question des liens entre Cyrus et Anshan et l'Élam : le titre de « roi d'Anzan » serait repris au regard de son prestige antique, plutôt qu'en raison de liens entre la dynastie perse et cette ville et la tradition élamite.
Je suis Cyrus, (...)

le fils de Cambyse, le grand roi, le roi d'Anshan,

le petit-fils de Cyrus, le grand roi, le roi d'Anshan,

l'arrière-petit-fils de Téispès, le grand roi, le roi d'Anshan,

l'éternel rejeton de la royauté.
— Passage du cylindre de Cyrus donnant la généalogie du roi perse.
Selon Hérodote, la principale puissance au nord de la Perse est celle des Mèdes, un autre peuple d'origine iranienne établi dans la région de l'actuelle Hamadan. C'est effectivement là que les sources mésopotamiennes et archéologiques situent diverses entités politiques, unifiées quand les Mèdes sont avec les Babyloniens les vainqueurs de l'empire assyrien. En revanche, elles ne confirment pas l'image d'un empire puissant et structuré évoquée par Hérodote.
Concernant la naissance de Cyrus, les auteurs grecs lui donnent bien pour père Cambyse, et pour mère Mandane, fille du roi mède Astyage. Les récits de sa naissance et de son enfance, rapportés principalement par Hérodote (voir plus bas), relèvent de la légende et ne sont pas jugés fiables pour reconstituer l'histoire des origines de Cyrus. Selon P. Briant, « les différentes versions (de l'histoire) se sont construites sur une trame moyen-orientale très ancienne, bricolée au gré de l'inspiration des conteurs populaires et des objectifs de la propagande politique. » De plus ces récits n'accordent pas d'importance à la situation des Perses avant la naissance de ce roi, le présentant comme un fondateur.
De ce fait, il reste difficile de déterminer les conditions dans lesquelles Cyrus serait parvenu à l'hégémonie dans l'ouest iranien. Selon R. Boucharlat, « la dynastie de Cyrus n'était probablement pas plus importante que les autres petits royaumes (du sud-ouest iranien), mais l'unité culturelle élamite a pu faciliter la domination de la famille de Teispès sur d'autres royaumes du Fars. Cambyse, le père de Cyrus, était considéré par le Mède Astyage comme un bon parti pour sa fille. La domination d'Anshan ou sa capacité à unir les forces d'autres royaumes aurait permis à Cyrus de lever une armée puissante dans sa confrontation avec les Mèdes vers 550 av. J.-C.. »

## Constitution de l'Empire perse

### Guerre médo-perse
Le premier fait militaire connu du règne de Cyrus est sa victoire contre les Mèdes dirigés par le roi Astyage, documentée par des sources babyloniennes, le Songe de Nabonide et la Chronique de Nabonide, et par Hérodote. Elle se déroule autour de 550 av. J.-C.. Les sources babyloniennes et grecques ne s'accordent pas sur la responsabilité du conflit. Si Hérodote présente la marche contre Ecbatane du fait de Cyrus, la Chronique de Nabonide indique qu'Astyage « mobilise son armée et marche contre Cyrus, roi d'Anshan, en vue de la conquête ».
Selon le récit d'Hérodote, Astyage aurait placé Harpage à la tête de l'armée mède de manière très imprudente : ce dernier n'aspirant qu'à se venger de ce souverain qui lui avait fait dévorer son propre fils, exhorte l'armée à se retourner contre Astyage lors de la première bataille, qui voit une victoire des armées perses. Mais contrairement à ce que prétend Hérodote (I, 130), cette bataille ne suffit pas à emporter sa décision. Selon Ctésias (cité par Diodore, IX, 23), Astyage renvoie alors ses officiers, en nomme de nouveaux et prend lui-même en main la conduite de la guerre. Nicolas de Damas et Polyen (VII, 6-9) évoquent des combats violents en Perse et en particulier près de Pasargades. Cyrus finit par retourner la situation et remporte la victoire. Il se lance alors dans la conquête de la Médie, et Ecbatane finit par tomber. Il reçoit ensuite les hommages des peuples soumis aux Mèdes, notamment les Bactriens.
Les sources babyloniennes font de Cyrus un instrument de la volonté des dieux de Babylone, Marduk et Sîn : le roi babylonien Nabonide se voit ordonner par le premier de reconstruire le temple du second à Harran, mais il ne peut pas tant que les Mèdes occupent la région. Marduk suscite alors contre le roi mède son vassal Cyrus. Selon le Songe de Nabonide, une inscription figurant sur un cylindre de ce roi mis au jour à Sippar : « Cyrus, le roi d'Anshan, son second en rang, dispersa les nombreuses hordes mèdes avec sa petite armée. Il captura Astyage, le roi des Mèdes, et l'emporta captif dans son pays. (Tels furent) les mots du grand seigneur Marduk, et de Sîn, la lumière du Ciel et du Monde souterrain, dont les commandements ne peuvent être changés. » Cela pourrait indiquer que Nabonide a soutenu Cyrus contre Astyage. Selon la Chronique de Nabonide, rédigée après la conquête de Babylone par Cyrus, Astyage est capturé par ses propres troupes et livré au Perse,.
Hérodote indique que Cyrus épargne Astyage, qui conserve un train de vie princier, et se pose même comme son successeur : selon Ctésias et Xénophon, il épouse sa fille Amytis.

### Conquête de la Lydie
On ne connaît pas précisément les campagnes que mène Cyrus dans les années suivant sa victoire sur Astyage. Mais c'est probablement vers 547 av. J.-C. (l'autre option étant un conflit plus tardif, vers 542-541) que Crésus, roi de Lydie, attaque l'Empire perse : selon Hérodote (I, 46) : 
« L'Empire d'Astyage, fils de Cyaxare, détruit par Cyrus, fils de Cambyse et celui des Perses, qui prenait de jour en jour de nouveaux accroissements, lui firent mettre un terme à sa douleur (liée à la mort de son fils Atys). Il ne pensa plus qu'aux moyens de réprimer cette puissance avant qu'elle devînt plus formidable. »
La volonté de conquête s'ajoute à ces motifs de prudence : Hérodote explique plus loin que « Crésus partit donc avec son armée pour la Cappadoce, afin d'ajouter ce pays à ses États […] et par le désir de venger Astyage, son beau-frère » (I, 73). Le Lydien s'est préparé en interrogeant l'oracle de Delphes lequel, comme à son habitude, a fourni une réponse ambiguë, lui assurant que « s'il entreprenait la guerre contre les Perses, il détruirait un grand Empire » (I, 53), et lui conseillant de rechercher « l'amitié des États de la Grèce qu'il aurait reconnus pour les plus puissants » (Ibid.). Aussitôt, Crésus avait noué un traité d'alliance avec Sparte.
La contre-attaque de l'armée perse ne se fait pas attendre. Lorsque Cyrus le Grand arrive en Cappadoce, il propose à Crésus de devenir satrape de Lydie, autrement dit d’accepter la domination perse, mais celui-ci refuse. Crésus est confiant, car il a noué des alliances non seulement avec Sparte mais aussi avec l'Égypte d'Ahmôsis II et Babylone — mais ce dernier n'intervient pas, peut-être parce que ce conflit entre deux de ses rivaux potentiels l'arrange. De son côté, Cyrus a demandé aux cités grecques d'Ionie de faire défection, mais sans succès (Hérodote, I, 76).
Après la bataille de la Ptérie en Cappadoce, Crésus ne s'avoue pas vaincu et fait marche arrière. L'hiver venu, il démobilise son armée en espérant profiter de la saison froide pour mettre sur pied une nouvelle armée encore plus puissante. Contre toute attente, Cyrus le Grand lance son offensive en plein hiver. Après plusieurs batailles, il finit par forcer Crésus à se réfugier dans sa citadelle de Sardes. Au quatorzième jour du siège, la ville tombe, probablement en 546 av. J.-C. Comme pour Astyage, Cyrus laisse la vie sauve à Crésus, lui attribuant les revenus d’une ville de la côte pour maintenir son train de vie.
Une chronique babylonienne présente apparemment les mêmes événements, mais avec une fin différente pour le roi lydien : son pays est vaincu en 547 (entre mars et mai), il est mis à mort, et les Perses installent une garnison dans son pays, ce qui signifie sa conquête. Néanmoins, pour P. Briant, ce texte ne fait pas référence à ce conflit.
Les cités grecques d'Asie Mineure refusent quant à elles de se rendre, mais des révoltes à Babylone et en Asie centrale obligent Cyrus à rentrer d'urgence à Ecbatane. Il confie la mission de lever les tributs à un Lydien, Paktyès ; mais celui-ci se révolte, rassemble les Lydiens et marche sur Sardes. Cyrus dépêche son général Mazarès pour régler l'affaire. Il finit par capturer Paktyès et met l'armée lydienne entièrement sous commandement perse. Mazarès commence à conquérir une à une les cités grecques ; puis, à la mort du général, Cyrus envoie Harpage achever la conquête, qui dure quatre ans.

### Conquêtes dans le plateau iranien et l'Asie centrale
Après son départ de Sardes, Cyrus se dirige vers la partie orientale de son empire. On ne connaît pas la chronologie des nouvelles conquêtes que Cyrus accomplit vers l'Asie centrale car Hérodote ne développe pas ce point pour passer directement au cas de Babylone, et qu'aucune source fiable ne vient compenser cette lacune. Quoi qu'il en soit lorsqu'il marche sur Babylone en 540 se sont ajoutés à l'empire de Cyrus la Parthie, la Drangiane, l'Arie, le Khwarezm, la Bactriane, la Sogdiane, le Gandhara, la Scythie, la Sattagydie, l’Arachosie et le Makran.

### Conquête de Babylone

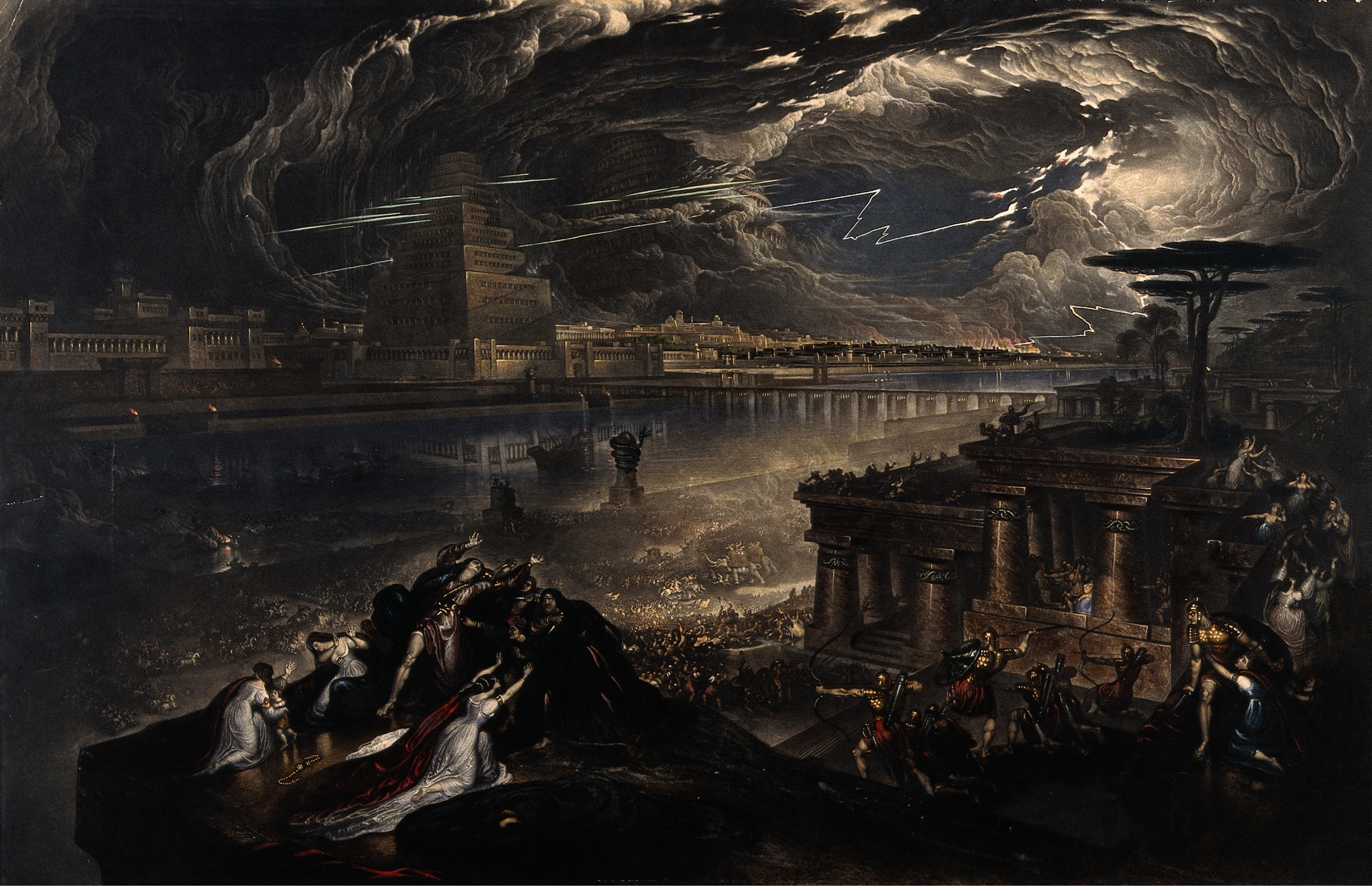
La Chute de Babylone, par John Martin, 1831.

L'empire néo-babylonien de Nabonide, après avoir approuvé la victoire de Cyrus contre les Mèdes, devient alors la cible du roi perse. Le roi babylonien est alors contesté dans son pays : il a passé plusieurs années en Arabie à Tayma, laissant la régence de Babylone à son fils Balthasar, pour des raisons indéterminées. Cette situation est due en partie aux vues religieuses de Nabonide, qui est un fervent dévot du dieu-lune Sîn auquel il accorde une plus grande importance qu'au grand dieu babylonien Marduk, ce qui froisse sans doute son clergé. Il existe en tout cas une opposition politique au roi babylonien dans sa propre capitale. Il revient en Babylonie en 543. La situation politique des années suivantes échappe à la documentation, jusqu'à l'été de l'année 539, quand les Babyloniens se préparent à l'invasion perse.
Les hostilités avec Babylone commencent sans doute dans les années 540, mais les sources n'évoquent que les derniers jours de la guerre, à la fin de l'été 539. L'armée de Cyrus remporte une première victoire à Opis (26 septembre 539), puis à Sippar, mettant Nabonide en fuite, et enfin assiège Babylone qui tombe rapidement. Hérodote et Xénophon évoquent les difficultés des assaillants devant cette ville solidement fortifiée et qui dispose de réserves pour un long siège. Mais les Perses détournent le cours de l'Euphrate pour permettre à un détachement conduit par Ugbaru/Gubaru de s'emparer de la citadelle, pendant que les Babyloniens célèbrent une grande fête religieuse. Quatre jours plus tard, le 12 octobre 539, l'armée perse entre dans Babylone,.

« Au mois de Teshrit, Cyrus ayant livré bataille à l'armée d'Akkad (Babylone) à Upû (Opis), sur la [rive] du Tigre, le peuple d'Akkad reflua. Il se livra au pillage et massacra la population. Le 14, Sippar fut prise sans combat. Nabonide s'enfuit. Le 16, Ugbaru, gouverneur de Gutium, et l'armée de Cyrus firent, sans combat, leur entrée dans Babylone. Plus tard, étant revenu, Nabonide fut pris dans Babylone. Jusqu'à la fin du mois les (porte-)boucliers de Gutium cernèrent les portes de l'Esagil (le grand temple de Babylone) mais il n'y eut nulle interruption (des rites) d'aucune sorte dans l'Esagil ou dans quelque autre temple et aucune échéance (festive) ne fut manquée. Au mois d'Arahsamnu, le 3e jour, Cyrus entra dans Babylone. On emplit devant lui les chalumeaux (à boire) (?). La paix régna dans la ville. Cyrus décréta la paix pour Babylone toute entière. »

— Extrait de la Chronique de Nabonide rapportant la chute de Babylone.

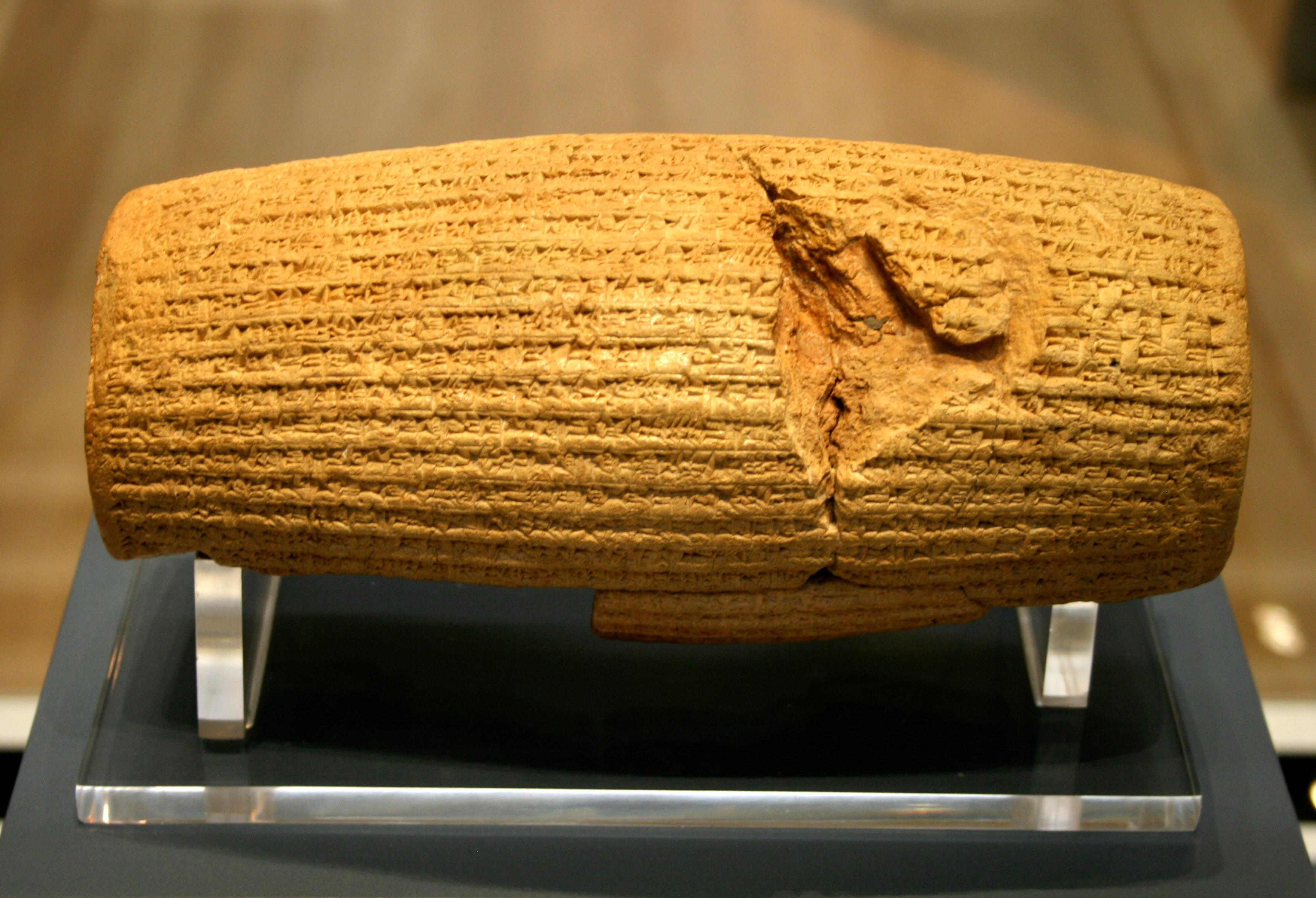
Le cylindre de Cyrus, inscription royale de Cyrus II dans un style babylonien. British Museum.

Là encore, Nabonide est épargné et exilé, en Carmanie (Kerman en Iran) selon Bérose. Cyrus est à Babylone le 29 octobre. Il est alors reconnu comme roi de Babylone, et  met en place une propagande discréditant Nabonide (qui fait sans doute le lit de l'impopularité de celui-ci chez une partie des élites babyloniennes). Nabonide est présenté comme un roi impie, qui néglige le culte des dieux et en particulier celui de Marduk. Ce dernier aurait donc cherché un nouveau roi digne de diriger Babylone, Cyrus. Cela ressort en particulier dans le célèbre cylindre de Cyrus, mais aussi dans la Chronique de Nabonide. La main des prêtres de Marduk est sans doute à l'origine de ces aspects de l'idéologie babylonienne mise au service d'un conquérant étranger. De fait, le cylindre de Cyrus glorifie celui-ci en tant que roi de Babylone choisi par Marduk. Il commémore la reconstruction des murailles de la ville comme le fait tout bon roi babylonien, et proclame que les habitants de Babylonie se sont soumis avec enthousiasme. L'interprétation moderne du cylindre de Cyrus comme une sorte de « déclaration des droits de l'homme antique », qui a pu être proclamée pour des motifs politiques et culturels, résulte d'anachronismes et de la méconnaissance des discours politiques babyloniens traditionnels,.
En fin de compte, la transition entre les pouvoirs babylonien et perse semble se dérouler dans le calme après la conquête. Cyrus reprend à son compte la titulature royale babylonienne dans son cylindre. Vers 535, les territoires issus de l'empire néo-babylonien sont réorganisés pour former une grande « province de Babylone et de Transeuphratène », qui inclut la Mésopotamie et le Levant, confiée à Gobryas. Il n'y a pas de remaniement à la tête des grands temples babyloniens documentés pour cette période (Uruk, Sippar, Borsippa). Cyrus a laissé deux autres inscriptions à Uruk et à Ur, mais elles ne font pas référence à des travaux. Ni lui ni ses successeurs ne vont plus loin que les discours, et ils ne reprennent pas le rôle de bienfaiteurs des temples qu'avaient traditionnellement les souverains babyloniens, y compris ceux d'origine étrangère : ils restent étrangers aux traditions du pays et ne sont pas assimilés par sa culture, ce qui constitue un grand changement puisque c'est la première fois qu'un conquérant de Babylone se comporte ainsi.
Je suis Cyrus, le roi du monde, le grand roi,

le roi puissant, le roi de Babylone, le roi de Sumer et d'Akkad,

le roi des quatre régions du monde, (...)

celui dont Bêl et Nabû ont chéri le règne,

celui dont ils souhaitaient la royauté pour la joie de leur cœur.
— Passage du cylindre de Cyrus donnant la titulature babylonienne de Cyrus.

## Pasargades
À la suite de ses conquêtes, Cyrus avait mis la main sur les résidences royales des vaincus, ce qui lui permettait de disposer de palais à Ecbatane, Bactres, Sardes, Suse et Babylone. Pour ce qui concerne le pays perse, comme vu précédemment rien n'indique que les premiers rois perses aient fait des constructions à Anshan et donc qu'ils y aient résidé. Donc, après avoir résidé on ne sait où au début de son règne lorsqu'il était en Perse, Cyrus fait construire une résidence royale à Pasargades (vieux perse Batrakataš), dans l'actuel Fars, une quarantaine de kilomètres au nord-est de Persépolis. Selon ce que rapporte bien plus tard Strabon, ce choix est dû au fait que c'est là qu'il a vaincu les Mèdes et donc posé les premiers jalons de son empire. La date de la décision de construction du site est débattue : l'archéologue allemand Ernst Herzfeld a pu proposer une datation haute dès les années 559-550 (donc avant même la victoire sur les Mèdes), mais l'aspect ionien de certains édifices plaide plutôt pour un début des travaux après la conquête de la Lydie et de l'Asie mineure, donc après 546. Pour David Stronach, qui a fouillé le site au début des années 1960, le gros des constructions se déroule entre 546 et la mort de Cyrus en 530. Il est probable que les travaux aient continué par la suite, jusqu'au début du règne de Darius Ier, qui est sans doute à l'origine des inscriptions en vieux perse cunéiforme au nom de Cyrus qui se retrouvent sur plusieurs monuments du site, car c'est sous son règne à lui qu'est mise au point cette écriture,.
Ce vaste site comprend plusieurs monuments. Le groupe central comprend plusieurs portes monumentales et palais (Palais P et S) organisés autour de jardins, qui en font les archétypes des constructions palatiales achéménides, dont les exemples les plus illustres sont construits par la suite à Persépolis et Suse ; une tour (Zendan-i Sulaiman) pourrait servir de lieu de cérémonies de couronnement. Le tombeau de Cyrus est isolé, environ 700 mètres au sud-ouest. Des constructions manifestement postérieures au règne de Cyrus se trouvent au nord-est (Tall-i Takht) et un kilomètre au nord-ouest (« enceinte sacrée »). Les 300 hectares que couvrait le site n'ont pas tous été bâtis dans l'Antiquité, mais certaines constructions monumentales restent à dégager. Il ne faut pas envisager une ville très peuplée, même si elle ne peut être réduite à une capitale-campement comme cela a pu être proposé. Après la mort de Cyrus le site reste occupé et utilisé par le pouvoir malgré la construction des nouvelles deux capitales, puisqu'on sait par des tablettes de Suse qu'on y trouve un trésor, et que le tombeau de Cyrus et la tour servent sans doute lors de cérémonies officielles,.

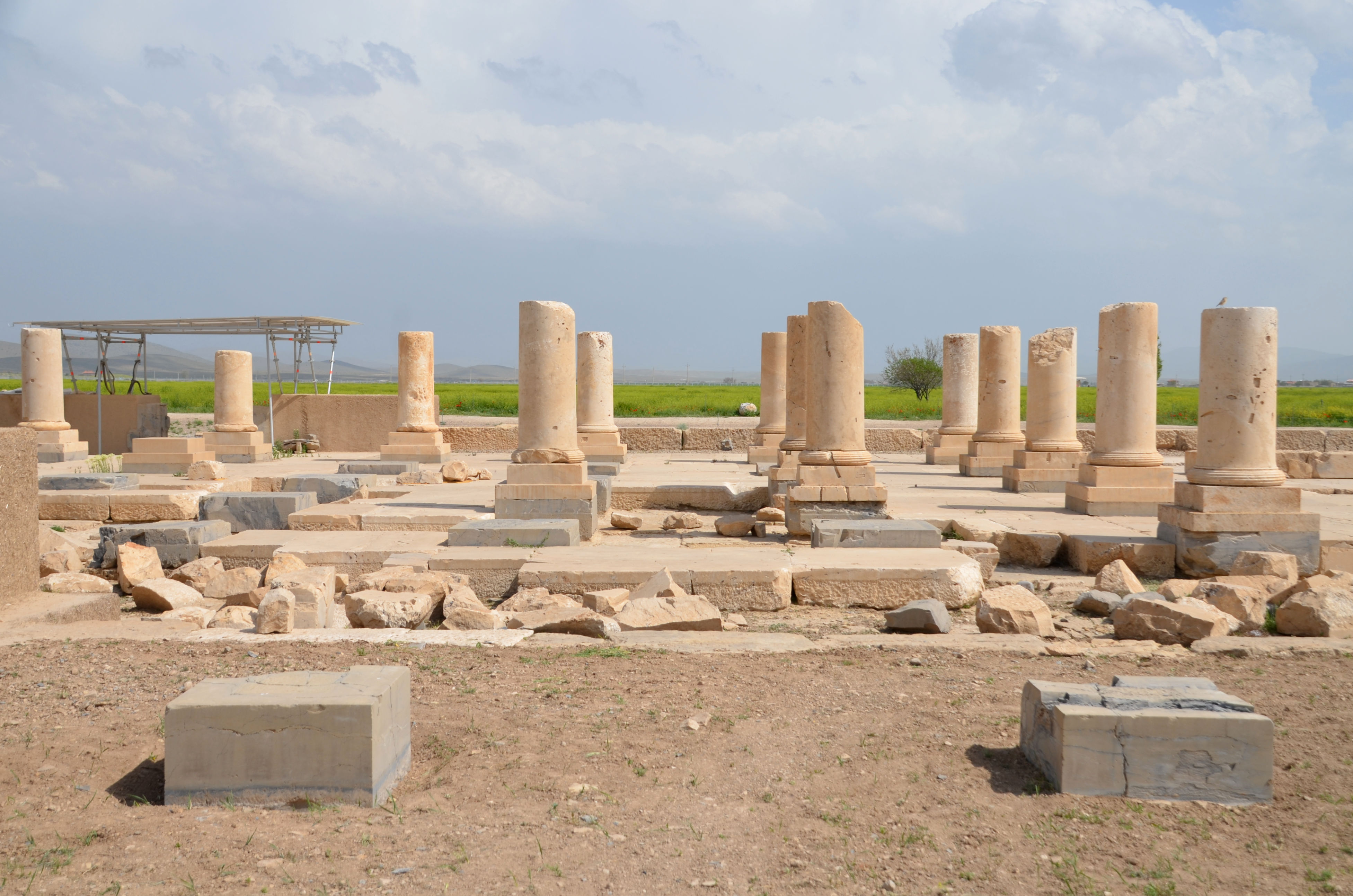
Ruines du « palais P ».
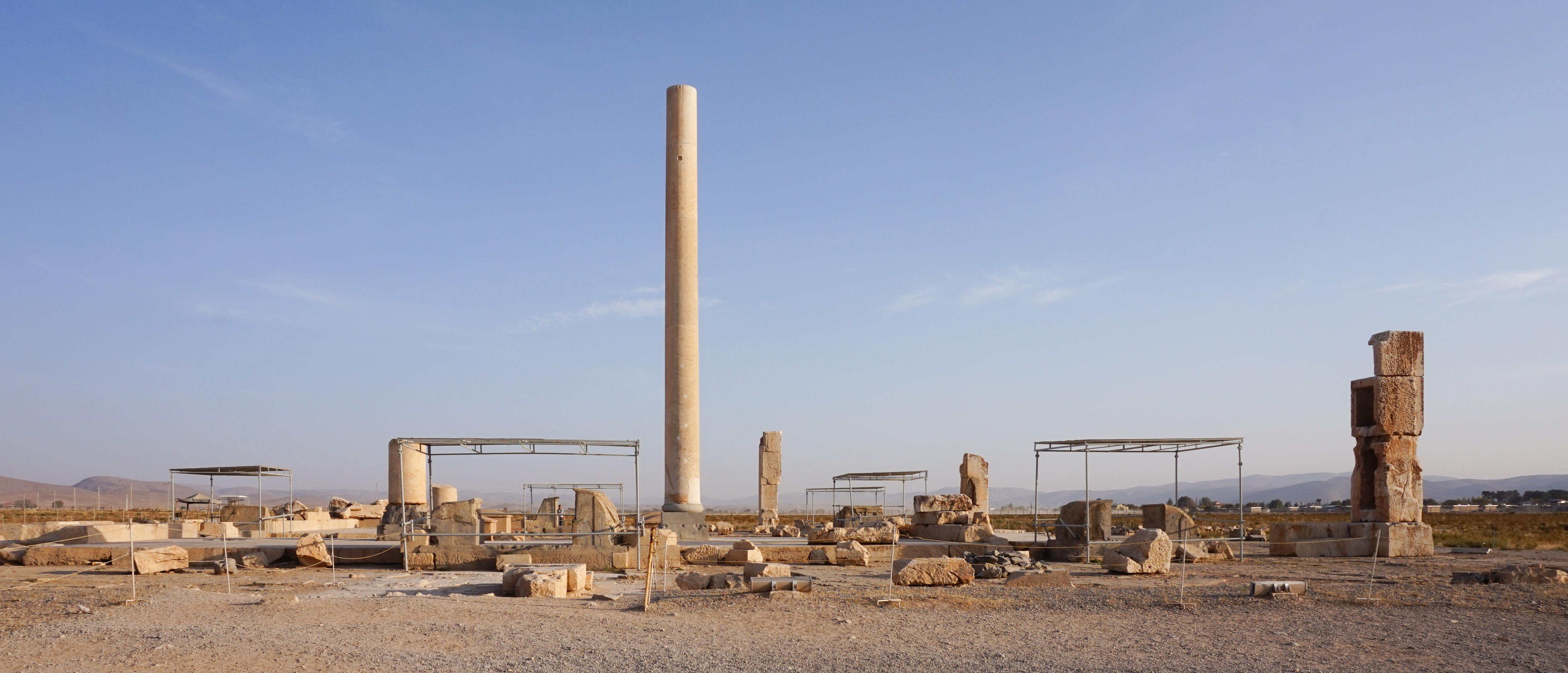
Ruines du « palais S ».
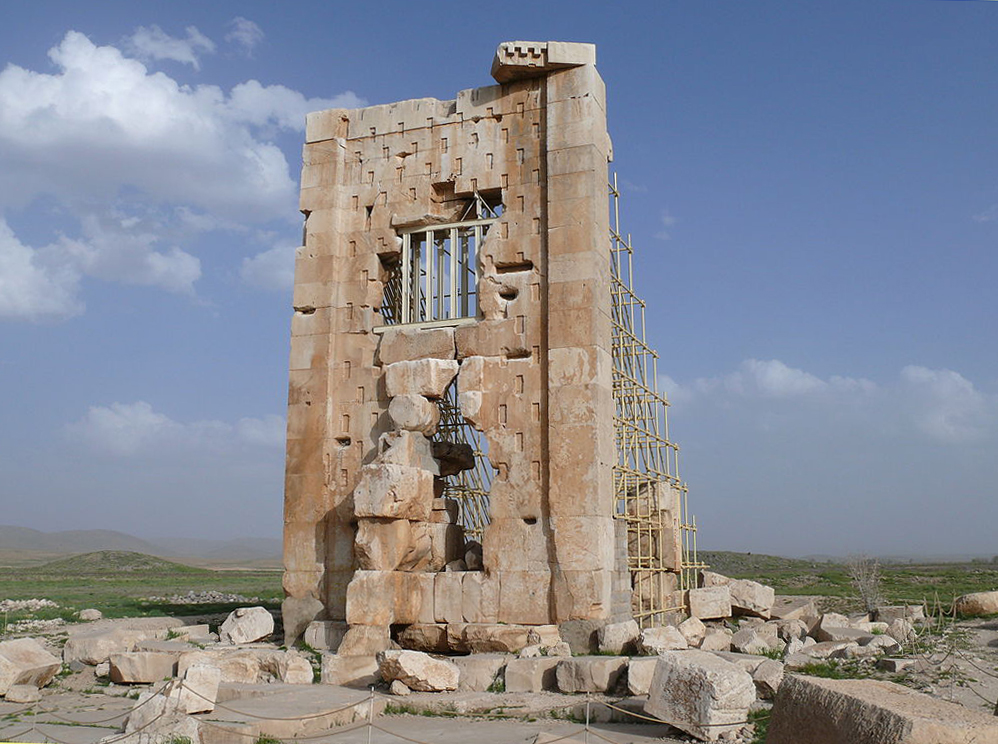
Zendan-i Sulaiman, la « prison de Salomon », tour faisant partie d'un espace rituel.
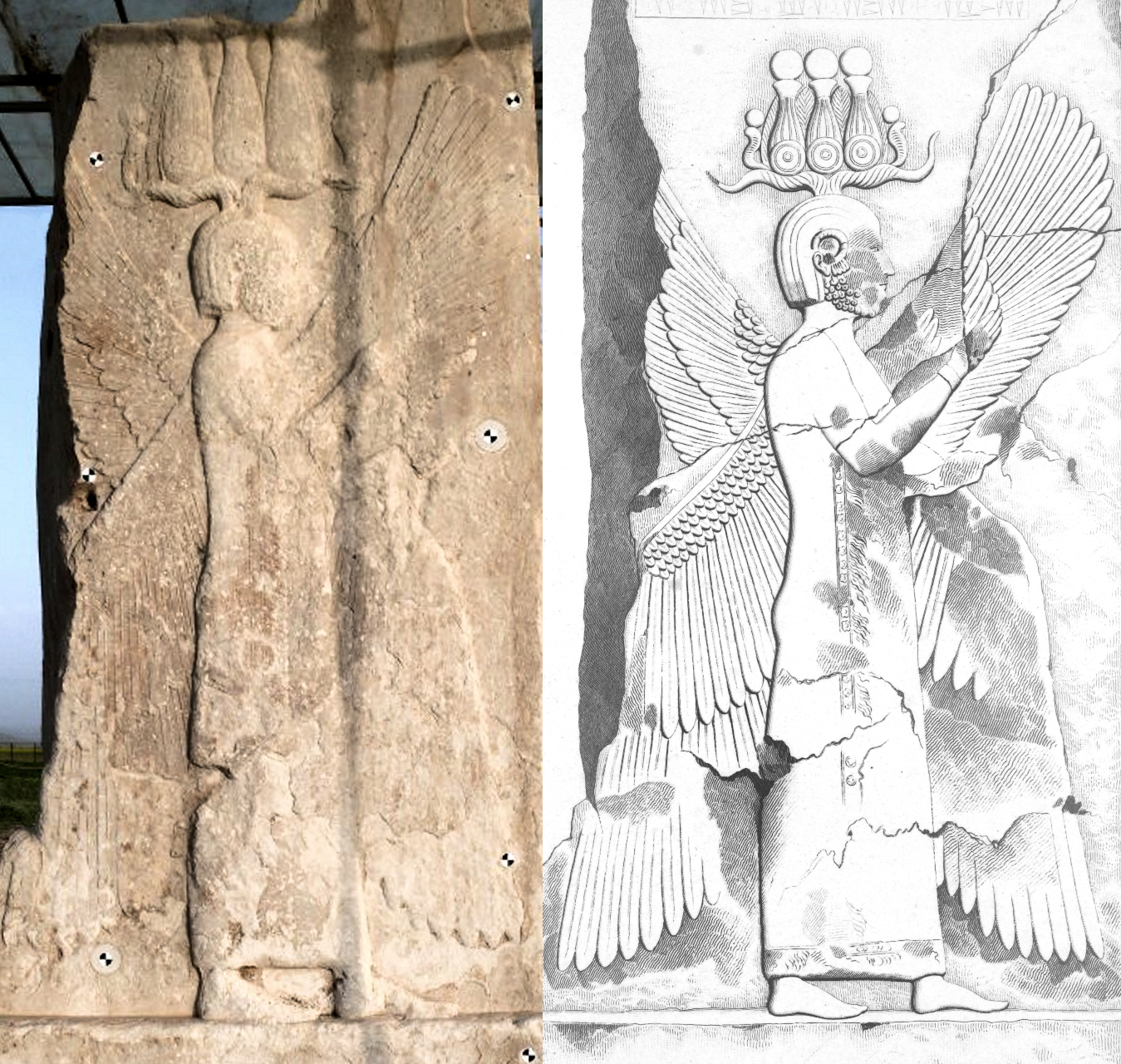
Bas-relief de génie ailé avec sa copie par Eugène Flandin (1851).

## Cyrus et les Judéens

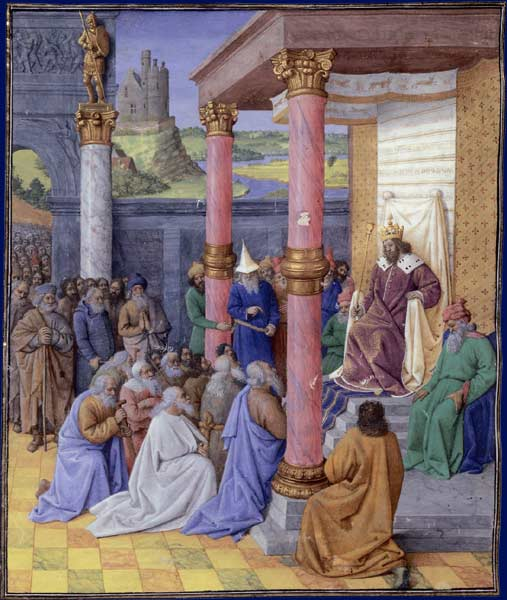
Cyrus le Grand et les Hébreux, miniature de Fouquet.

Dans la Bible, le Livre d'Esdras (1:1-4, décret en hébreu ; 3:6) indique que YHWH, le Dieu unique des Judéens, inspire à Cyrus un décret proclamant l'autorisation de reconstruire le Temple de Jérusalem, en utilisant les trésors qui avait été dérobés par Nabuchodonosor II lors de la destruction du sanctuaire. Un autre décret du même Cyrus (cette fois-ci en araméen, la langue officielle de la chancellerie perse), redécouvert au temps de son successeur Darius Ier est de la même teneur (6:2-12). 
Sans forcément remettre en question l'existence d'un tel décret, des doutes ont été soulevés quant à l'authenticité de ceux qui sont reproduits dans la Bible,. Si certains les prennent pour véridiques, la majorité des spécialistes sont sceptiques. Ainsi L. Grabbe a relevé plusieurs points problématiques. D'abord, les proclamations sont en accord avec la théologie judéenne, il évoque « Israël » alors que les documents authentiques émis par le pouvoir perse parlent de « Juïfs » et de « Juda ». Ensuite, la langue araméenne employée dans plusieurs des textes et leur formulaire présentent des traits qui plaident en faveur d'une rédaction postérieure à la période perse. Du reste, il n'est pas dans les habitudes du pouvoir perse de soutenir les cultes locaux, a fortiori pour des sommes aussi importantes que celles évoquées dans la Bible, et il juge peu probable que Cyrus se soit occupé personnellement de cette affaire concernant en fin de compte une petite communauté. De ce fait, selon lui il faut envisager la possibilité que certains de ces documents soient des faux (notamment le décret de Cyrus en hébreu qui présente le plus d'incohérences), même s'il préfère envisager qu'il s'agisse de réécritures postérieures à partir d'originaux effectivement émis par l'administration perse, dont le sens originel a pu être modifié. Et du reste s'il y a bien eu des retours d'exilés en Judée par la suite, il est généralement estimé que cela n'a concerné qu'un nombre limité de personnes, contrairement à l'image d'un retour massif qui se trouve dans la Bible,.
En tout cas il n'y a pas lieu de surinterpréter le choix de permettre le retour à Juda des Judéens exilés en Babylonie en le considérant comme une faveur exceptionnelle, au contraire il est courant à cette période qu'un conquérant autorise le retour de personnes et de divinités déportées par un de ses prédécesseurs, a fortiori si celui-ci est un roi d'un pays qu'il a vaincu. Ainsi la Chronique de Nabonide comme le cylindre de Cyrus indiquent que ce roi permet après sa conquête de Babylone à divers temples mésopotamiens de reprendre leur culte, ce qui se fait notamment grâce à la restitution de leurs statues divines qui avaient été capturées auparavant par les Babyloniens. C'est par exemple le cas d'Assur, ancienne capitale et ville sainte assyrienne, où le culte du grand dieu local (également appelé Assur) semble restauré vers la même période.

## Fin du règne et mort
La dernière décennie de la vie de Cyrus est mal connue. Peut-être envisageait-il de poursuivre ses conquêtes occidentales en s'attaquant à l'Égypte, le dernier grand royaume continuant à lui faire face. Mais il est rattrapé par la situation instable de l'Asie centrale, où il conduit en personne une expédition en 530. Hérodote rapporte qu'il est tué lors d'une bataille contre Tomyris, reine des Massagètes, qui a lieu sur l'Oxus, l'actuel Amou Daria, au cours de laquelle les troupes perses sont défaites (Hérodote, Histoire, livre I, 214). Ctésias (cité par Photios, Bibliothèque, 72, 2) rapporte qu'il meurt des suites de ses blessures au combat face aux Derbices, une tribu des Massagètes, conduites par leur roi Amoraeus, mais que les Perses remportent tout de même la guerre. Cette campagne et la mort de Cyrus font l'objet de récits romancés dès cette période (voir plus bas), ce qui indique que son influence sur les contemporains a été très forte, mais cela empêche de bien connaître le déroulement des faits,. Quoi qu'il en soit, Cambyse II succède à son père en 528 à Suse (Hérodote, I, 208) et fait ramener son corps à Pasargades (dans l'actuel Fars).

## Funérailles et tombeau

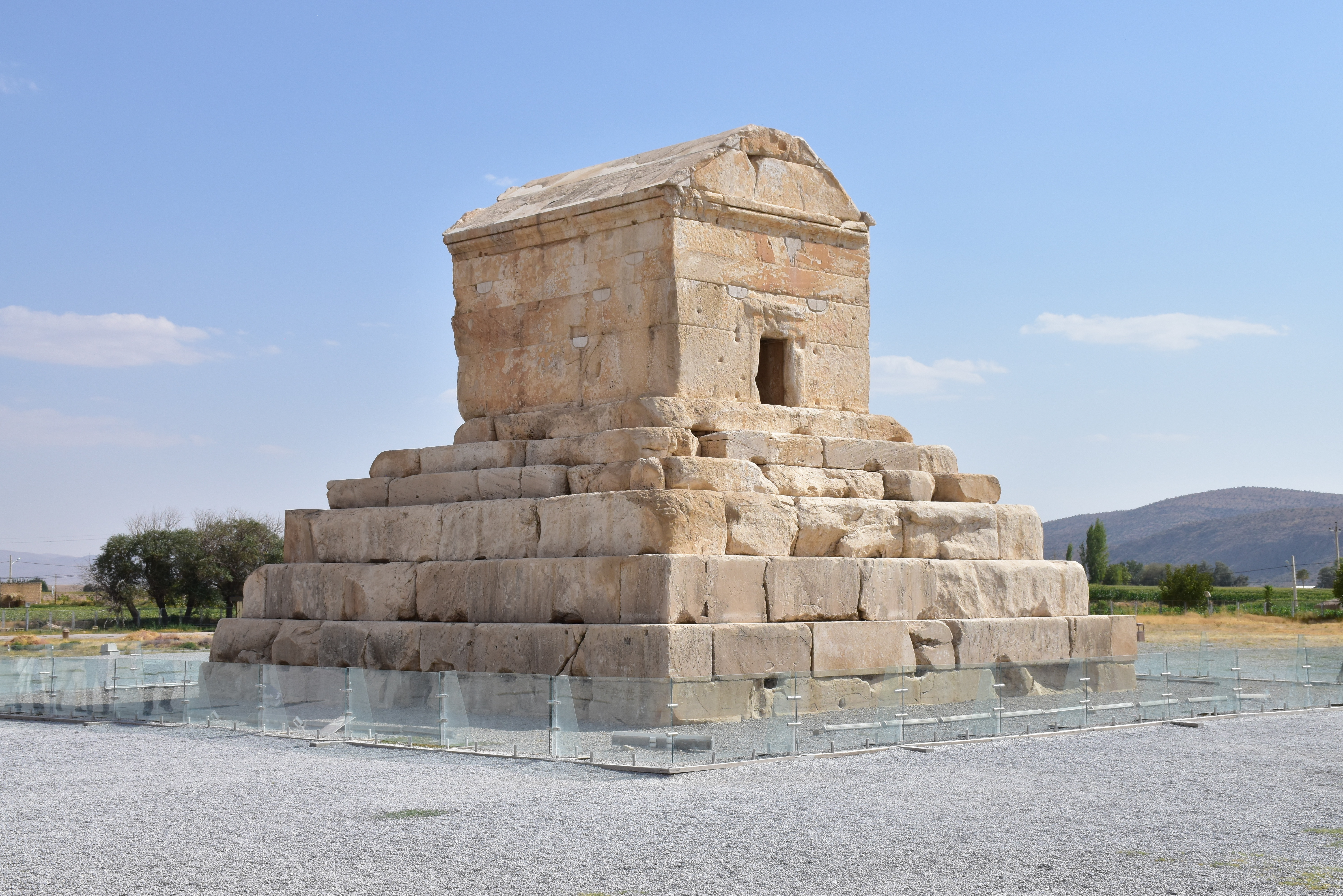
Mausolée de Cyrus.

Selon ce qui est rapporté par Ctésias, le cadavre de Cyrus est rapatrié en Perse sur ordre de son fils Cambyse, pour y être inhumé. L’ensevelissement est apparemment le mode normal de traitement des morts dans la Perse achéménide, la pratique zoroastrienne de l'exposition et du décharnement des cadavres n'y semblant pas normalement pratiquée, pas plus que l'incinération. Selon ce que relate Arrien quand il évoque la visite du tombeau de Cyrus par Alexandre deux siècles après la mort du roi perse, des sacrifices à l'intention de ce dernier ont été institués dès le règne de Cambyse. Ils sont conduits par des « mages » qui se succèdent à cette charge de père en fils, sont rétribués en rations quotidiennes (un mouton, de la farine et du vin) et reçoivent chaque mois un cheval à sacrifier en l'honneur du roi défunt. Cette pratique semble conforme à celle attestée dans les tablettes administratives provenant de Persépolis qui documentent de telles distributions de rations et offrandes sacrificielles. En revanche le sacrifice d'un cheval semble un privilège exceptionnel lié au culte royal.
Arrien décrit le tombeau de Cyrus comme un édifice construit disposant d'une chambre funéraire où se trouve le sarcophage du roi, à côté d'un lit et d'une table luxueux, et de ses armes. L'édifice identifié à Pasargardes  comme correspondant au tombe du roi est une construction érigée sur un podium à six degrés, comprenant une seule chambre sépulcrale, surmontée d'un toit à pente. Si on suit la description des auteurs grecs, elle se trouvait dans un jardin irrigué (un « paradis »), comprenant un bois sacré. C'est un cas unique dans la dynastie achéménide, puisque les autres tombeaux royaux sont taillés dans la roche, à Naqsh-e Rostam près de Persépolis.

## Un personnage de légende
Dès l'époque d'Hérodote, quelques décennies après sa mort, plusieurs récits circulent sur Cyrus, présentant un lien plus ou moins lointain avec la réalité, en tout cas ayant enveloppé la vie du roi perse d'éléments fantastiques, leur donnant un caractère semi-légendaire, une histoire mythifiée. Sa naissance est relatée par les auteurs grecs suivant des motifs folkloriques issus du répertoire proche-oriental, tandis que les récits sur sa mort circulent déjà selon plusieurs variantes romancées.

### Légendes sur sa naissance

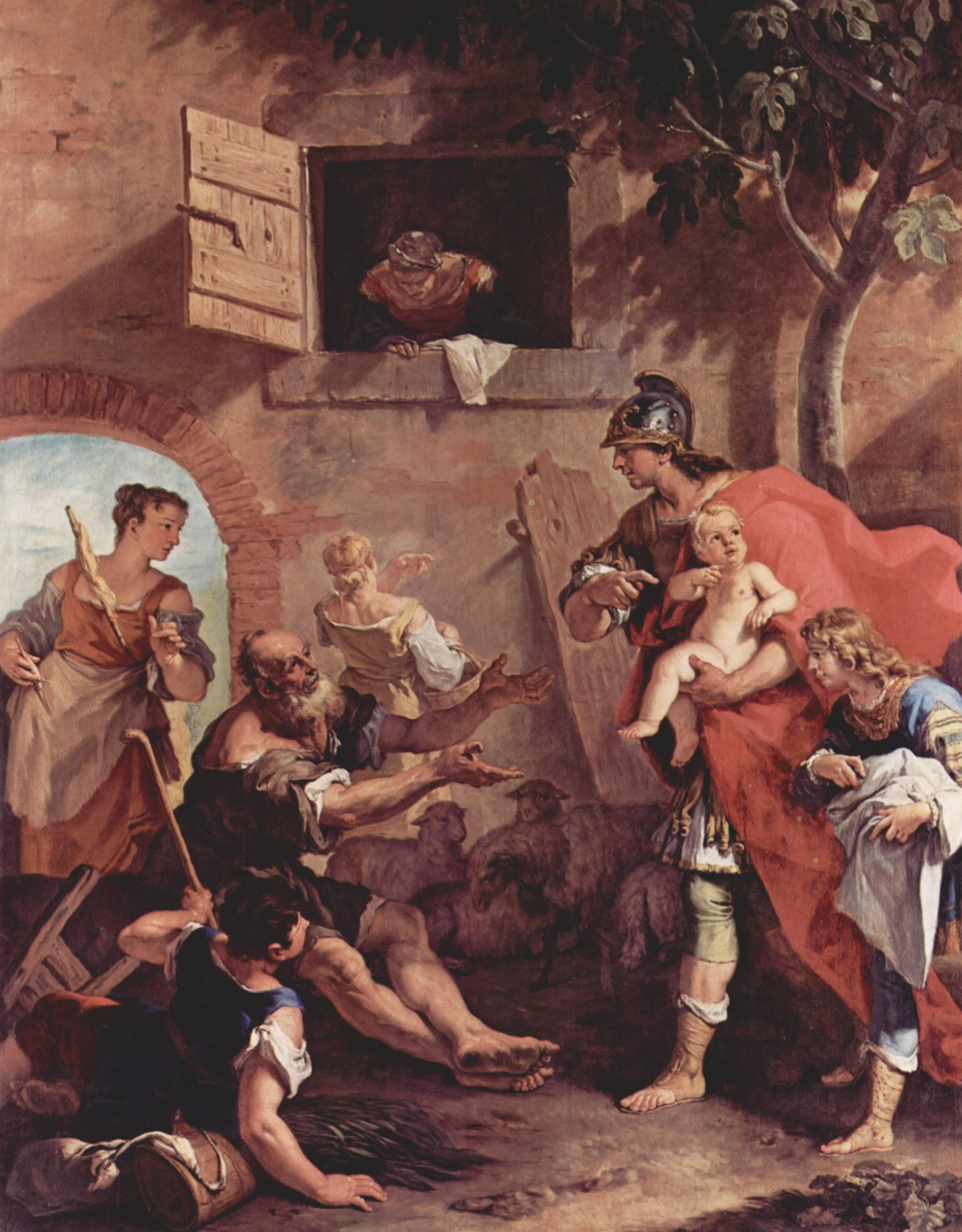
Harpagus remet Cyrus aux bergers
par Sebastiano Ricci, 1705-1710
Hamburger Kunsthalle.

La naissance de Cyrus fait l'objet de légendes orales qui entourent traditionnellement dans le Proche-Orient ancien les figures de fondateurs d'empires, à l'instar de Sargon d'Akkad.
Selon Hérodote (I, 107-130), Cyrus le Grand serait le fils de Cambyse Ier, fils du roi perse Cyrus Ier, et de Mandane, fille du roi mède Astyage. Ce souverain voit en rêve son petit-fils devenir roi à sa place : il ordonne donc à Harpage, l'un de ses parents, de faire disparaître l'enfant. Harpage, ne voulant pas en être le meurtrier, confie le bébé à Mithridate — bouvier royal de la cour mède — dont la femme, qui vient de perdre un enfant mort-né, le convainc de ne pas l'exposer aux bêtes sauvages, mais de le garder et de l'élever comme leur enfant. Mithridate substitue donc à Cyrus son fils mort-né, dont il abandonne le corps dans la montagne, paré des habits du prince. La ruse est découverte lorsque Cyrus a dix ans : lors d'un jeu dans lequel il tient le rôle de roi, il punit sévèrement le fils d'Artembarès — dignitaire mède — qui le dénonce à Astyage. Reconnaissant son petit-fils, le roi, pour se venger d'avoir été trahi, sert à Harpage les restes de son propre fils au cours d'un festin. Puis, les mages l'ayant assuré qu'il n'a plus rien à craindre de Cyrus qui a porté le nom de roi, il renvoie le garçon auprès de ses parents véritables.
Selon une autre version, rapportée par Justin (I, 4, 10), Cyrus bébé, abandonné par Mithridate dans la montagne, est recueilli par une chienne qui le nourrit et le protège des bêtes sauvages. Cette version mythologique proviendrait d'une confusion exploitée et propagée par les parents de Cyrus eux-mêmes à partir du nom de la femme du bouvier qui aurait élevé l'enfant. Enfin, une troisième version, probablement recueillie par Ctésias et rapportée par Nicolas de Damas, veut que le père de Cyrus ait été un dénommé Atradatès, de l'ethnie méprisée des Mardes, brigand de son état, et sa mère une gardienne de chèvres. « Donné » à l'échanson royal Artembarès, Cyrus finit par en être adopté et par en hériter la charge.

### Récits sur sa mort
Les détails sur la mort de Cyrus varient selon les différents récits. Hérodote rapporte qu'il dispose de plusieurs versions, parmi lesquelles il choisit la plus fiable à ses yeux. Le récit qu'il expose dans ses Histoires est le second le plus long des auteurs antiques. Il raconte que Cyrus trouve la mort dans une bataille contre les Massagètes, une tribu des déserts méridionaux du Khwarezm et du Kyzylkoum dans la partie la plus méridionale des régions de steppe moderne, le Kazakhstan et l'Ouzbékistan, suivant l'avis de Crésus de les attaquer sur leur propre territoire. Les Massagètes étaient apparentés aux Scythes de par leur costume et leur mode de vie ; ils se battaient à cheval et à pied. Afin d'acquérir leur royaume, Cyrus envoie dans un premier temps une offre de mariage à leur dirigeante, la reine Tomyris, proposition qu'elle rejette.
Il entreprend alors la conquête du territoire des Massagètes par la force (vers 529), commençant par construire des ponts et des tours de guerre le long de son côté du fleuve Syr-Daria qui séparait les deux peuples.Par un avertissement visant à mettre fin à ces atteintes - avertissement dont elle pensait qu'il ne tiendrait pas compte - Tomyris le défie de rencontrer ses forces dans une guerre honorable, en l'invitant à se rendre dans son pays à une journée de marche du fleuve, là où les deux armées s'affronteraient formellement l'une l'autre. Cyrus accepte son offre, mais, apprenant que les Massagètes n'étaient pas familiers avec le vin et ses effets enivrants, il quitte son camp avec ses meilleurs soldats, laissant les moins capables en arrière. Le général de l'armée de Tomyris, Spargapises, qui était aussi son fils, rassemble alors un tiers des troupes massagètes et attaque le groupe laissé en arrière par Cyrus. Les soldats tués, ils investissent  le camp bien approvisionné en nourriture et en vin et s’enivrent . Cyrus revient par surprise avec ses meilleurs soldats et défait les Massagètes. Vaincu et fait prisonnier, Spargapises se suicide une fois redevenu sobre. Apprenant ce qui s'était passé, Tomyris dénonce la tactique de Cyrus comme une vengeance sournoise et lance elle-même menant une deuxième vague de troupes au combat. Cyrus le Grand est finalement tué, ses forces subissent des pertes massives dans ce que Hérodote a appelé la plus féroce bataille de sa carrière et du monde barbare. À l'issue de la bataille, Tomyris ordonne qu'on lui rapporte le corps de Cyrus pour le décapiter et tremper sa tête dans un vase de sang, geste symbolique pour venger la mort de son fils,. Dans le Purgatoire de Dante, Tomyris déclare: "Tu eus soif de sang, de sang je te gorge" (ch. XII, trad. Vegliante). Cependant, certains chercheurs remettent en question cette version, principalement parce qu'Hérodote admet que cet événement était l'une des nombreuses versions de la mort de Cyrus.[réf. nécessaire]

Hérodote raconte aussi que Cyrus a vu dans son sommeil le fils aîné d'Hystaspès (Darius Ier) avec deux ailes sur ses épaules, l'aile asiatique et l'aile Europe. L'archéologue Max Mallowan explique cette déclaration d'Hérodote et ses liens avec les quatre figures de bas-relief à ailes de Cyrus le Grand de la manière suivante : 

« Hérodote aurait donc pu, comme je le suppose, connaître le lien étroit entre ce type de figure ailée et l'image de la majesté iranienne, qu'il associait à un rêve pronostiquant la mort du roi avant sa dernière et fatale campagne à travers l'Oxus. »

Selon la Chronique de Michel le Syrien (1166-1199) Cyrus le Grand a été tué par Tomyris, la reine des Massagètes, dans la soixantième année de sa captivité juive.

### Dhû-l-Qarnayn
Un certain nombre de théologiens musulmans dont Mohammad Ali Tabatabaei dans Tafsir Al-Mizan et le théologien mughal Shah Waliullah ad-Dehlawi, mort en 1762, s'accordent à identifier le personnage coranique Dhû-l-Qarnayn au roi Cyrus le Grand, même si d'autres encore penchent pour Darius, Kisrounis ou Ferydun, dont notamment le traditionaliste du VIIIe siècle Tabari.[réf. nécessaire]

## Postérité

### Un souverain modèle
Cyrus est un roi qui a inspiré beaucoup de discours positifs à son égard, dès son vivant et peu après sa mort, et cette image a été reprise par la suite.
Le clergé babylonien semble avoir bien accueilli la prise de pouvoir de Cyrus. Il a en tout cas créé une littérature de propagande légitimant le renversement de Nabonide, présenté comme l'archétype du mauvais roi, et faisant en contraste de Cyrus l'élu du grand dieu babylonien Marduk. Cela se retrouve avant tout dans deux textes cunéiformes mis au point en Babylonie, le Cylindre de Cyrus et le Pamphlet contre Nabonide.
Depuis les récits d'Hérodote, la figure de Cyrus a fasciné plusieurs auteurs grecs qui ont retenu l'image du conquérant mais aussi celle d'un souverain magnanime et juste. La Cyropédie de Xénophon le présente comme un souverain modèle à l'éducation parfaite, qui croise d'autres personnages remarquables tels que les amants maudits Abradate et Panthée,. Platon dans ses Lois (3-694DA-D) témoigne également d'une admiration envers le roi perse. Lorsqu'Alexandre le Grand se rend à Pasargades en 330 et 324, il témoigne de son respect au tombeau de Cyrus.
Cyrus bénéficie d'une image très positive dans les textes bibliques. De la même manière que les textes babyloniens en font l'élu choisi par Marduk pour libérer Babylone de l'impie Nabonide, le Deutéro-Isaïe (41:3; 45:2) en fait l'«oint» (donc le messie) de YHWH, tout mécréant qu'il soit, venu pour permettre le retour de l'Exil et la reconstruction du Temple de Jérusalem après sa destruction et la déportation sous Nabuchodonosor II,. Cette révérence envers Cyrus se retrouve dans la tradition juive, également dans la tradition chrétienne. L'ouverture du Synode de l’Église d'Orient de 544 loue le roi perse de l'époque, le Sassanide Khosro Ier comme un nouveau Cyrus.
Par le biais de ces traditions, Cyrus est présent dans la littérature occidentale, par exemple dans Le Prince de Machiavel (1532). Un roman anglais anonyme, The War of Cyrus (1594), relate les amours tragiques de Panthée, tout en célébrant à nouveau sa stature de grand monarque. Il donne son nom au protagoniste de l'Artamène ou le Grand Cyrus de Madeleine de Scudéry (publié entre 1649 et 1653). Le chevalier de Ramsay publie en 1727 Les voyages de Cyrus, dans lequel le roi perse rencontre les grands sages de l'Antiquité pour parfaire son éducation, un livre qui connaît un certain succès. Dans Les Misérables, Victor Hugo s'intéresse en revanche à l'échec de Cyrus lors de la guerre qui conduit à sa perte, qu'il compare à Alexandre le Grand en Inde et à Napoléon en Russie,.

### Usages politiques modernes

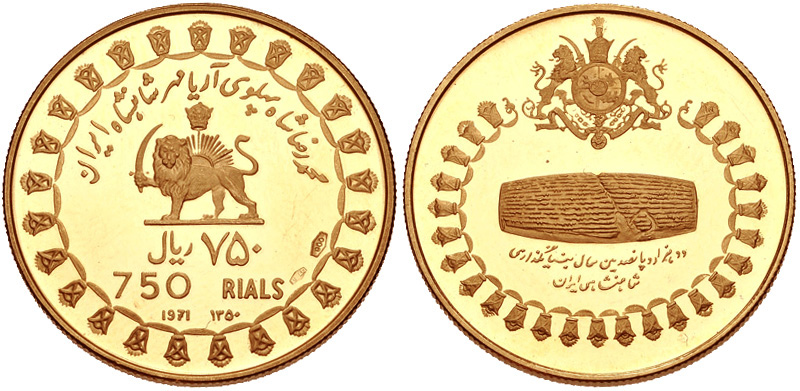
Médaille commémorant le anniversaire de la fondation de l'empire perse émise par le gouvernement perse de Mohammed Reza Pahlavi en 1971, avec le cylindre de Cyrus au revers.

Dans l'Iran moderne, Cyrus est vu comme une figure prestigieuse du passé national, quel que soit le courant politique. Le shah Mohammed Reza Pahlavi l'associe aux festivités célébrant en 1971 le 2500e anniversaire de la fondation de l'empire perse (placée donc en 539 av. J.-C.), et obtient pour l'occasion le prêt du cylindre de Cyrus par le British Museum, qu'il considère comme une « charte des libertés ». L'ONU reconnaît la même année à ce texte un statut de vénérable prédécesseur des déclarations des droits de l'homme et le fait traduire dans plusieurs langues. La république islamique d'Iran récupère à son tour la figure de Cyrus lors de son tournant nationaliste pendant la guerre contre l'Irak. Le cylindre de Cyrus est à nouveau prêté en 2010, et à son tour le président d'alors, Mahmoud Ahmadinedjad, en fait une source d'inspiration guidant le combat pour les opprimés. La même année, « lors de la remise du prix Nobel de la paix, Shirin Ebadi s’est présentée comme une « Iranienne, descendante de Cyrus le Grand » », tandis qu'« en octobre 2016, des opposants au régime ont fait de la tombe de Cyrus un lieu de ralliement pour célébrer la « gloire préislamique » du pays. »
De plus, dans la droite ligne de l'image favorable dont il dispose dans la tradition juive, Cyrus est invoqué comme modèle par les fondateurs de l'État moderne d'Israël, qui du fait de son action en faveur du retour de l'Exil babylonien en font un illustre prédécesseur du roi britannique George V et de la Déclaration Balfour. David Ben Gourion loue par ailleurs son esprit de tolérance et de charité.
La présentation du cylindre de Cyrus comme une charte des droits de l'homme est du reste très répandue, en dépit des interprétations scientifiques du texte. Elle se retrouve par exemple dans son exposition itinérante américaine de 2013, aux accents politiques très prononcés. Par la suite, c'est plutôt la facette biblique de Cyrus qui apparaît dans les discours politiques aux États-Unis : pour certains Évangélistes, Donald Trump est un « nouveau Cyrus », à son tour élu de Dieu, notamment par son action en faveur d'Israël.

## Sa famille
Comme la plupart des potentats de son époque, Cyrus disposait probablement d'un gynécée avec plusieurs épouses et concubines. Certaines de ces épouses sont mentionnées par les historiens grecs :
1. D'abord Cassandane[68], sa cousine puisque fille de Pharnaspès, noble achéménide, et d'Atossa, elle-même fille de Cyrus Ier[69] ;
2. Ensuite Neithiyti, princesse d'Égypte, fille du pharaon Apriès (589-570 av. J.-C.)[70] ;
3. Amytis, fille d'Astyage, roi des Mèdes, et d'Aryenis est mentionnée par Ctésias. Elle serait ainsi la demi-sœur de Mandane, la mère de Cyrus le Grand. Mais cette épouse n'est pas toujours prise en compte[71].

Plusieurs enfants sont nés de ces mariages :
- Cambyse II, fils et successeur de Cyrus le Grand, qu'Hérodote mentionne comme né de Cassandane, bien que les Égyptiens aient voulu en faire un fils de Neithiyti[68] ;
- Bardiya, fils de Cyrus et de Cassandane[72] ;
- Roxane, fille de Cyrus et de Cassandane, mariée à son frère Cambyse[73] ;
- Atossa, mariée successivement à Cambyse, à Bardiya, puis à Darius Ier. De ce dernier, elle donne naissance à Xerxès. Il n'est pas possible de préciser sa mère avec certitude[74] ;
- Artystonè, mariée à Darius Ier[74].

## Culture populaire

### Cinéma
Cyrus le Grand est un court-métrage iranien réalisé par Féri Farzanehet présenté au Festival de Cannes 1961.
Cyrus joue un rôle important dans le film épique kazakh Tomiris réalisé par Akan Satayev en 2019 et qui s'inspire de la vie de Tomyris, reine légendaire des Massagètes qui affronte et vainc Cyrus. Le Grand Roi perse est incarné par Ghassan Massoud.

### Jeux vidéo
Cyrus le Grand dirige le peuple perse dans le jeu vidéo de stratégie Civilization VI.

### Sources primaires
- Ctésias, Persica [détail des éditions], FGrH, 90, F66.
- Dinon de Colophon, préservé par Athénée, Deipnosophistes [détail des éditions] (lire en ligne), XIV, 633d-e.
- Diodore de Sicile, Bibliothèque historique [détail des éditions] [lire en ligne].
- Hérodote, Histoires [détail des éditions] [lire en ligne], I.
- Justin, Abrégé des Histoires philippiques de Trogue Pompée [détail des éditions] [lire en ligne], I, 4 et suivantes.
- Xénophon, Cyropédie [lire en ligne].

### Études modernes
- Yves Bomati et Houchang Nahavandi, Les grandes figures de l'Iran, Paris, Perrin, 2015 (ISBN 978-2-262-04732-0), chap. 3 (« Cyrus le Grand (vers 559-530 av. J.-C.), le rêve de l’Empire universel »), p. 40-65.
- Pierre Briant, Histoire de l’Empire perse, de Cyrus à Alexandre, 1996 [détail de l’édition].
- (en) Muhammad Dandamayev, « CYRUS iii. Cyrus II The Great », sur Encyclopædia Iranica Online (accessible http://www.iranicaonline.org/), 1993 (consulté le 12 octobre 2020).
- (en) Antonio Panaino, Hyun Chul Paul Kim et Mark Brummitt, « Cyrus », dans Encyclopedia of the Bible and Its Reception, vol. 5, Berlin et Boston, Walter de Gruyter, 2012, col. 1222-1229.
- (en) Touraj Daryaee (dir.), Cyrus the Great : An Ancient Iranian King, Santa Monica, Afshar Publishing, 2013.
- (en) Matt Waters, « The Persian Empire under the Teispid Dynasty: Emergence and Conquest », dans Karen Radner, Nadine Moeller et Daniel T. Potts (dir.), The Oxford History of the Ancient Near East, Volume V: The Age of Persia, New York, Oxford University Press, 2023, p. 376-416.